# Club Bàsquet Godella
El Club Bàsquet Godella, sovint anomenat Ciudad Ros Casares o simplement Ros Casares per qüestions de patrocini, va ser un club de bàsquet valencià que va jugar a la lliga espanyola de bàsquet femenina.

## Història
El Club de Bàsquet de Godella naix a partir de l'equip del Sagrado Corazón, que havia de disputar las fases finals del campionat d'Espanya però no tenia finançament. Qui seria la presidenta de l'entitat, Dolors Escamilla, va recórrer a Juan Roig per a obtenir el finançament per a disputar la competició. També obtindrien el patrocini de l'empresa Dorna per a finançar un equip que amb Miki Vuković a la banqueta i algunes de les millors jugadores del món, entre 1992 i 1995 disputaria quatre finals de l'Eurolliga i en guanyaria dos. L'Eurolliga de 1992 guanyada pel Dorna Godella va suposar el primer triomf internacional de l'esport femení per equips a l'Estat Espanyol. En 1996, els drets del primer equip són venuts al Pool Getafe, però les categories inferiors es queden a Godella. Amb eixa base l'equip competeix en la segona categoria el Popular Bàsquet Godella, obtenint l'ascens l'any següent. Des de 1999 l'equip és conegut com a Ros Casares pel patrocini, i en 2001 es trasllada l'equip a València.
En Maig de 2012 es va anunciar la desaparició del primer equip, essent llavors el vigent campió de la Lliga espanyola de bàsquet femení i de l'Eurolliga. Les categories inferiors continuaren actives, tornant a Godella, tot i que acabarien integrant-se al València Basket a partir de la temporada 2014-15.

## Palmarès
- 3 Eurolligues (1992, 1993 i 2012)[9]
- 14 Lligues espanyoles (6 del Dorna Godella i 8 del Ros Casares).[10]
- 11 Copes espanyoles (4 del Dorna Godella i 7 del Ros Casares)
- 6 Supercopes d'Espanya. (Ros Casares).

## Lloc web oficial
- Lloc web del Ros Casares